# P-P (ゲーム実況者)
P-P（ピーピー、1991年1月19日 – ）は、日本のゲーム実況者、YouTuber。

## 来歴
1991年1月19日、島根県に生まれる。
姉に勧められてニコニコ動画を知り、歌ってみた動画やMADを視聴するようになる。2010年10月22日、ニコニコ動画に『【実況】ピーチ姫との戦いpart1【改造マリオ】』を投稿し、実況者デビュー。
2011年4月27日、DDR専用コントローラーを使用して足のみでスーパーマリオシリーズをプレイする動画シリーズを初めて投稿。このシリーズは通称「足マリオ」として当時話題になり、P-P自身も「足マリオ」実況者としての知名度を確立した。
2013年5月23日、私情（多忙）による秋頃までの個人実況休止を発表。同年10月2日、『【実況】 足でアイワナをプレイしてみた part1 【DDRコントローラー】』の投稿をもって個人実況に復帰。

### 失踪とYouTubeチャンネルの開設
2015年8月4日の『【協力実況】少年の心に戻れる星のカービィ64 part final』以降、ニコニコ動画への投稿が突如停止、Twitterへの投稿も2016年1月1日を最後に、およそ4年間途絶えることとなった。
2020年4月30日にYouTubeチャンネルを開設。翌月2日『足でクリア率１％に挑戦！？【足マリオメーカー２】』の投稿をもって個人実況を再開。この日Twitter上では「足マリオ」がトレンドワードに浮上した。休止期間中は度々、ゲーム実況者のキヨによりP-Pの近況報告がなされ、2019年8月25日にはキヨとレトルトがパーソナリティを務めるラジオ『全く身にならないラジオ』の第75回、翌年3月31日には4年ぶりにツイートを更新したほか、キヨ・レトルトとのスーパーマリオパーティ実況動画に出演した。
失踪に関しては、当時社会人になったことを理由に挙げ、社会人になるにあたり既に引退を考えていたことなどを実況配信で語っている。
2020年11月、YouTubeチャンネルの登録者数が10万人を記録。翌年YouTubeより銀の盾が進呈された。
2024年6月3日の雑談配信でこれまで8年間働いていたゲーム開発会社を退職し、今後はインディゲーム制作のために独立することを発表した。

## 人物
活動名は幼少期、実家で呼ばれていた愛称の「ピーちゃん」に由来する。
物心ついた頃からゲームが好きで、中でもマリオシリーズの大ファン。マリオ35周年を記念したハックンタイムアタック第14回『35周年記念オートマリオ』では、日本国内ランキング50位、世界ランキング109位を記録。後日、成績上位者賞品となるプレミアムメダルが進呈された。

## 出演

### ウェブ番組
- お疲れ超会議！ ゲーム『ロックマン』シリーズ 30時間ぶっ通し！クリアまで終わらない生放送！（2012年4月29日）[10]
- ゲーム『がんばれゴエモン』シリーズ 39時間ぶっ通し！クリアまで終わらない生放送！（2012年6月29日）[11]

### イベント
- ニコニコ超会議（2012年4月29日、幕張メッセ）[12]
- ニコニコ超会議2（2013年4月28日、幕張メッセ）[13]
- ニコニコ超会議3（2014年4月26日、幕張メッセ）[14]
- EXIT TUNES ACADEMY FINAL SPECIAL 2014（2014年8月3日、さいたまスーパーアリーナ）[15]
- 闘会議2015（2015年2月1日、幕張メッセ）[16][17][18]
- ニコニコ超会議2015（2015年4月25日[5][4][19]、26日[20]、幕張メッセ）
- ニコニコ超パーティー2015（2015年10月25日、さいたまスーパーアリーナ）[21]
- キヨの東キヨドーム in東京ドーム（2024年10月31日、東京ドーム）[22]